# Jan Korte
Jan Korte (Veendam, 4 november 1956) is een Nederlands voetbaltrainer en voormalig voetballer.

## Carrière
Korte was als voetballer actief bij SC Veendam en kort bij Go Ahead Eagles. Hij speelde drie wedstrijden in de Eredivisie, twee namens Go Ahead Eagles en een voor Veendam, als invaller in de uitwedstrijd op 8 juni 1987 tegen Roda JC. In 1979 werd Korte uitgeroepen tot beste speler van de eerste divisie. In 1987 moest hij na blessures stoppen met spelen en begon aansluitend als jeugdtrainer bij Veendam.
Voor zijn zestigste verjaardag werd Korte verrast met een boek over zijn (voetbal)leven, "Jantje, je hebt goud in je benen". Het boek is geschreven door Jan Mulder en kwam uit in een oplage van 31 stuks.
Bij Veendam begon hij later ook als trainer in het profvoetbal. In 1991 verving hij gedurende de laatste negen competitiewedstrijden de ontslagen Thiemo Meertens. In 2002 was hij de opvolger van coach Martin Koopman, omdat hij veel dichter bij de club woonde dan Deventenaar Koopman. Koopman was namelijk niet akkoord gegaan met de eis om te verhuizen naar Veendam. Met Veendam eindigde Korte als respectievelijk zeventiende, veertiende en elfde. Na drie seizoenen ging hij door als algemeen directeur van de club en werd Joop Gall de nieuwe hoofdtrainer. In 2011 werd hij van algemeen directeur technisch directeur van Veendam. Dit eindigde al na een seizoen, omdat de club vanwege geldproblemen stopte met het jeugdvoetbal en het beloftenteam. Tijdens dit laatste seizoen was hij ook hoofdtrainer van zondag eersteklasser SC Gronitas.
In 2011 werd hij hoofdtrainer van amateurclub VV Nieuw Buinen. Aldaar was hij drie jaar actief en in 2013 maakte hij bekend aan het einde van het seizoen 2013/14 de overstap te gaan maken naar Go-Ahead Kampen. Na een seizoen Go Ahead Kampen maakte Korte bekend te stoppen. Hij had geen zin meer in de lange autoritten tussen zijn woonplaats Wildervank en Kampen. In 2015 werd Korte de trainer van zondag eersteklasser VV Rolder Boys. Tussendoor begon Korte een voetbalschool, was hij lid van een technisch platform van SC Veendam en tevens werd hij actief als scout voor SC Cambuur. Korte werd in 2016 aangesteld als manager voetbalzaken bij FC Emmen.